# Jovo Mišeljić
Jovo Mišeljić (en serbio: Јово Мишељић; Trebinje, Yugoslavia; 15 de octubre de 1967 – Limassol, Chipre; 17 de mayo de 2023) fue un futbolista bosnio-herzegovino que jugó en la posición de delantero.

## Carrera

### Club
| Periodo   | Club                  |
| --------- | --------------------- |
| 1990-1992 | FK Leotar             |
| 1992-1994 | FK Radnički Niš       |
| 1995      | CD Badajoz            |
| 1995–1997 | Aris Limassol         |
| 1997–1998 | Apollon Limassol      |
| 1998      | Aris Limassol         |
| 1999–2000 | Athinaikos FC         |
| 2000–2001 | FK Proleter Zrenjanin |
| 2001–2003 | FK Radnički Niš       |
| 2003      | → FK Leotar (cedido)  |
| 2003–2004 | OFK Niš               |

## Logros
- Primera Liga Serbia (1): 2001-02
- Primera Liga de Bosnia y Herzegovina (1): 2002-03